# Branford (Floryda)
Branford – miasto w Stanach Zjednoczonych, w stanie Floryda, w hrabstwie Suwannee, położone nad rzeką Suwannee.